# Middleton Hall
Middleton Hall är en ort i civil parish Earle, i grevskapet Northumberland i England. Orten är belägen 3 km från Wooler. Middleton Hall var en civil parish 1866–1955 när det uppgick i Earle. Civil parish hade 41 invånare år 1951.